# Mỹ Latinh
Mỹ Latinh (tiếng Tây Ban Nha: América Latina hay Latinoamérica; tiếng Bồ Đào Nha: América Latina; tiếng Pháp: Amérique latine; tiếng Anh: Latin America) là một khu vực của châu Mỹ, nơi mà người dân chủ yếu nói các ngôn ngữ Rôman (có nguồn gốc từ tiếng Latinh) – đặc biệt là tiếng Tây Ban Nha và tiếng Bồ Đào Nha, và một mức độ nào đó là tiếng Pháp. Mỹ Latinh là một khu vực có diện tích xấp xỉ 21.069.500 km² (7.880.000 sq mi), chiếm gần 3,9% diện tích bề mặt và 14,1% tổng diện tích đất liền của Trái Đất. Tính đến năm 2020, tổng dân số Mỹ Latinh được ước tính là trên 660 triệu người và tổng sản phẩm nội địa của khu vực là 5,16 nghìn tỷ đô la Mỹ (6,27 nghìn tỉ theo sức mua tương đương). Dự kiến tốc độ tăng trưởng của Mỹ Latinh đạt khoảng 5,7% vào năm 2020 và 4% vào năm 2021.

## Xuất hiện
Quan niệm về việc một phần của châu Mỹ có một mối quan hệ về ngôn ngữ với những nền văn hóa Roman có thể được bắt nguồn từ thập niên 1830 trong các văn bản của Michel Chevalier, ông đã mặc nhiên công nhận bộ phận này của châu Mỹ là nơi sinh sống của những người thuộc "chủng Latinh", và rằng khu vực này có thể liên minh với "Âu Latinh" trong một cuộc đấu tranh với "Âu German", "Mỹ Ănglê" và "Âu Slav". Quan niệm này sau đó được các trí thức và lãnh tụ chính trị Mỹ Latinh đề cập đến vào giữa và cuối thế kỉ 19, họ không còn nhìn nhận Tây Ban Nha hay Bồ Đào Nha là những hình mẫu văn hóa, mà là Pháp. Thuật ngữ được chính trị gia người Chile Francisco Bilbao sử dụng lần đầu tiên tại Paris trong một hội nghị năm 1856 và trong cùng năm bởi nhà văn người Colombia José María Torres Caicedo trong bài thơ "Hai châu Mỹ của ông. Đế quốc Pháp của Napoléon III trong cuộc xâm lược Mexico đã ủng hộ thuật ngữ Mỹ Latinh, lý do là để Pháp có thể đứng vào hàng ngũ các quốc gia có ảnh hưởng tại châu Mỹ và để loại trừ các nước nói tiếng Anh, và giữ một vai trò trong chiến dịch của ông nhằm ngụ ý rằng khu vực có mối quan hệ văn hóa với Pháp, biến Pháp trở thành lãnh đạo về văn hóa và chính trị của khu vực, và lập Maximiliano của Habsburg làm hoàng đế của Đệ nhị Đế quốc Mexico. Năm 1861, các học giả người Pháp cũng đã đặt ra thuật ngữ này trong La revue des races Latines, một tạp chí dành riêng cho phong trào liên Latinh.

## Định nghĩa
Theo cách sử dụng đương đại:

4 tiểu vùng phổ biến của Mỹ Latinh
thuộc Bắc Mỹ
Caribe
Trung Mỹ
Nam Mỹ

- Theo một cách hiểu, Mỹ Latinh đề cập đến các lãnh thổ mà tiếng Tây Ban Nha hay tiếng Bồ Đào Nha chiếm ưu thế tại châu Mỹ: Mexico, hầu hết Trung và Nam Mỹ, và Cuba, Cộng hòa Dominica cùng Puerto Rico tại Vùng Caribe; hay tóm tắt lại thì Mỹ Latinh bao gồm các nước châu Mỹ nói tiếng Tây Ban Nha và Bồ Đào Nha. Mỹ Latinh do đó được định nghĩa là tất cả những bộ phận tại châu Mỹ từng thuộc về các đế quốc Tây Ban Nha và Bồ Đào Nha.[13] Theo định nghĩa này, Mỹ Latinh cũng đồng nghĩa với Mỹ Iberia.[14]
- Đặc biệt tại Hoa Kỳ, thuật ngữ này được sử dụng với một phạm vi rộng rãi hơn để chỉ tất cả các quốc gia ở phía nam Hoa Kỳ, tức bao gồm thêm: các quốc gia và khu vực nói tiếng Anh như Belize, Jamaica, Barbados, Trinidad và Tobago, Guyana, Antigua và Barbuda, Saint Lucia, Dominica, Grenada, Saint Vincent và Grenadines cùng Bahamas; các khu vực nói tiếng Pháp như Haiti, Martinique, Guadeloupe và Guyane thuộc Pháp; các khu vực nói tiếng Hà Lan như Caribe Hà Lan, Aruba, Curaçao, Sint Maarten và Suriname. (Tại các khu vực thuộc vương quốc Hà Lan, tiếng Papiamento – một ngôn ngữ creole chủ yếu dựa trên các ngôn ngữ Iberia – được đa số cư dân sử dụng.) Định nghĩa này nhấn mạnh lịch sử xã hội kinh tế học của khu vực, có điểm đặc trưng là bị thực dân hóa một cách chính thức hoặc không chính thức, chứ không phải là dựa trên khía cạnh văn hóa.[15] Do vậy, một số nguồn đã tránh phức tạp bằng cách sử dụng cụm từ đơn giản "Mỹ Latinh và Caribe" để thay thế, như Liên Hợp Quốc.[16][17][18]
- Theo một định nghĩa thông tục hơn, vẫn trung thành với cách sử dụng ban đầu, Mỹ Latinh được định nghĩa là tất cả các quốc gia và khu vực lãnh thổ tại châu Mỹ có một ngôn ngữ Roman được nói: tiếng Tây Ban Nha, tiếng Bồ Đào Nha, tiếng Pháp, và các ngôn ngữ creole dựa trên cơ sở của chúng. Xét một cách đầy đủ theo định nghĩa này thì Québec tại Canada cũng là một phần của Mỹ Latinh. Song tỉnh này hiếm khi được xem như vậy, do xét trên khía cạnh lịch sử, văn hóa và kinh tế và thể chế chính trị kiểu Anh thì tỉnh có mối quan hệ chặt chẽ với phần còn lại của Canada.[19]

### Phân vùng
Mỹ Latinh có thể được phân thành một vài tiểu vùng dựa trên các yếu tố địa lý, chính trị, nhân khẩu và văn hóa. Nếu theo định nghĩa Mỹ Latinh là toàn bộ các khu vực ở phía nam của Hoa Kỳ, các tiểu vùng địa lý cơ bản là Bắc Mỹ, Trung Mỹ, Caribe và Nam Mỹ; Nam Mỹ còn được phân chia tiếp dựa trên yếu tố địa-chính trị: Nón phương Nam và các quốc gia Andes. Cũng có thể phân chia Mỹ Latinh thành Mỹ Tây Ban Nha và Mỹ Bồ Đào Nha.

## Nhân khẩu

### Dân tộc

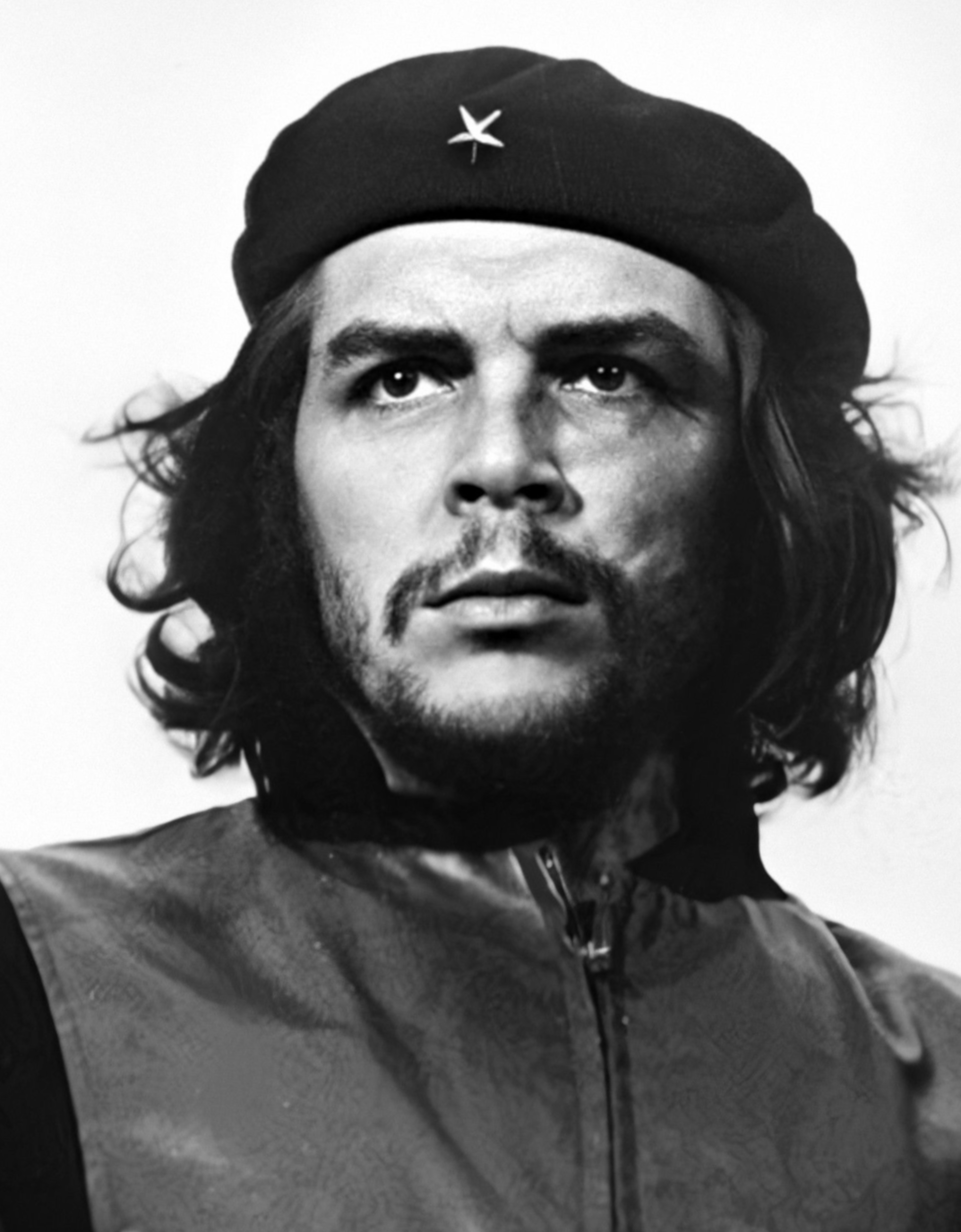
Che Guevara, một người Mỹ Latinh da trắng có nguồn gốc Tây Ban Nha, Basque và Ireland.

Cư dân Mỹ Latinh có sự đa dạng về tổ tiên, sắc tộc và chủng tộc, và khiến cho khu vực là một trong những nơi đa dạng chủng tộc nhất thế giới. Thành phần dân tộc có khác biệt giữa các quốc gia: người lai Âu-da đỏ (Mestizo) chiếm ưu thế ở nhiều nước; ở một số nước thì người da đỏ chiếm đa số; dân cư một số quốc gia lại chủ yếu là người gốc Âu; và tại một số nước thì người Mulatto chiếm ưu thế. Ngoài ra còn có người da đen, người châu Á, và người lai da đen-da đỏ (trong lịch sử đôi khi được gọi là Zambo). Người có nguồn gốc châu Âu là nhóm đơn lẻ lớn nhất, và cùng với những người có một phần gốc Âu, họ chiếm xấp xỉ 80% tổng dân số, hoặc hơn.

### Ngôn ngữ

Bản đồ ngôn ngữ Mỹ Latinh. Tiếng Tây Ban Nha màu lục, tiếng Bồ Đào Nha màu cam, và tiếng Pháp màu lam.

Tiếng  Ban Nha và tiếng Bồ Đào Nha là các ngôn ngữ chủ yếu của Mỹ Latinh. Tiếng Bồ Đào Nha chỉ được nói tại Brazil, song đây lại là quốc gia lớn nhất và đông dân cư nhất trong khu vực. Tiếng Tây Ban Nha là ngôn ngữ chính thức của hầu hết các nước Mỹ Latinh còn lại trên lục địa, cũng như tại Cuba, Puerto Rico (cùng với tiếng Anh), và Cộng hòa Dominica. Tiếng Pháp được nói tại Haiti và các tỉnh hải ngoại của Pháp như Guadeloupe, Martinique và Guyane thuộc Pháp, cộng đồng hải ngoại Saint-Martin.
Các ngôn ngữ bản địa châu Mỹ được nói rộng rãi ở Peru, Guatemala, Bolivia, Paraguay và México, và ở một mức độ thấp hơn tại Panama, Ecuador, Brazil, Colombia, Venezuela, Argentina, và Chile. Ở các nước Mỹ Latinh còn lại, số người nói các ngôn ngữ bản địa có xu hướng thu nhỏ hoặc ngôn ngữ đó bị tuyệt chủng. Mexico có lẽ là quốc gia có nhiều ngôn ngữ nhất Mỹ Latinh. Tại Peru, tiếng Quechua cũng là một ngôn ngữ chính thức bên cạnh tiếng Tây Ban Nha. Tại Bolivia, tiếng Aymara, Quechua và Guaraní cũng có được vai trò chính thức bên cạnh tiếng Tây Ban Nha. Tiếng Guaraní, cùng với tiếng Tây Ban Nha, là ngôn ngữ chính thức của Paraguay, và được phần lớn dân cư nói (song ngữ), và ngôn ngữ này cũng có được vị thế chính thức tại tỉnh Corrientes của Argentina.
Các ngôn ngữ châu Âu khác được nói tại Mỹ Latinh bao gồm: tiếng Anh bởi một số nhóm tại Puerto Rico, cùng các quốc gia có thể không được xem là thuộc vùng Mỹ Latinh như Belize và Guyana; tiếng Đức được nói ở miền nam Brasil, miền nam Chile cùng nhiều nơi ở Argentina và Paraguay; tiếng Ý được nói tại Brazil, Argentina, và Uruguay; tiếng Wales được nói ở miền nam Argentina.

### Tôn giáo
Đại đa số người dân Mỹ Latinh là Kitô hữu, hầu hết theo Công giáo La Mã. Khoảng 70% cư dân Mỹ Latinh tự xem mình là người Công giáo. Thành viên của các giáo phái Tin Lành đang tăng lên, đặc biệt là ở Brasil, Panama và Venezuela.

### Di cư
Các vấn đề kinh tế, xã hội và an ninh đã ảnh hưởng đến tình trạng di cư của khu vực trong các thập niên gần đây, trọng tâm là sự thay đổi từ khu vực nhập cư sang khu vực di cư. Có khoảng 10 triệu người Mexico sinh sống tại Hoa Kỳ. 28,3 triệu người Mỹ nhận mình có gốc Mexico theo số liệu trong năm 2006. Theo điều tra dân số Colombia vào năm 2005, có khoảng 3.331.107 triệu người Colombia hiện sinh sống ở nước ngoài. Số người Brasil sinh sống ở hải ngoại được ước tính là khoảng 2 triệu người. Một ước tính đưa ra con số từ 1,5 đến hai triệu người El Salvador sinh sống tại Hoa Kỳ. Có ít nhất 1,5 triệu người Ecuador sống ở nước ngoài, chủ yếu tại Hoa Kỳ và Tây Ban Nha. Có xấp xỉ 1,5 triệu người Cộng hòa Dominica sinh sống ở nước ngoài, chủ yếu là tại Hoa Kỳ. Có trên 1.3 triệu người Cuba sống ở nước ngoài, hầu hết họ cư trú tại Hoa Kỳ.

## Kinh tế
| Quốc gia          | Dân số (2010) triệu người | GDP (danh nghĩa) (2010) triệu Đô la Mỹ | GDP (PPP) (2010) triệu Đô la Mỹ |
| ----------------- | ------------------------- | -------------------------------------- | ------------------------------- |
| Argentina         | 40,4                      | 472.815                                | 756.226                         |
| Bolivia           | 9,9                       | 27.012                                 | 54.134                          |
| Brasil            | 194,9                     | 2.449.760                              | 2.393.954                       |
| Chile             | 17,1                      | 272.119                                | 316.516                         |
| Colombia          | 46,3                      | 378.713                                | 500.576                         |
| Costa Rica        | 4,7                       | 44.313                                 | 57.955                          |
| Cuba              | 11,3                      | —                                      | —                               |
| Cộng hòa Dominica | 9,9                       | 59.429                                 | 98.835                          |
| Ecuador           | 14,5                      | 72.466                                 | 134.805                         |
| El Salvador       | 6,2                       | 24.421                                 | 46.050                          |
| Guatemala         | 14,4                      | 50.303                                 | 78.012                          |
| Haiti             | 10,0                      | 8.335                                  | 13.501                          |
| Honduras          | 7,6                       | 18.320                                 | 37.408                          |
| México            | 113,4                     | 1.207.820                              | 1.743.474                       |
| Nicaragua         | 5,8                       | 7.695                                  | 19.827                          |
| Panama            | 3,5                       | 34.517                                 | 55.124                          |
| Paraguay          | 6,5                       | 22.363                                 | 35.262                          |
| Peru              | 29,1                      | 184.962                                | 322.675                         |
| Uruguay           | 3,4                       | 52.349                                 | 53.365                          |
| Venezuela         | 29,0                      | 337.433                                | 396.848                         |
| Tổng              | 577,8                     | 5.725.145                              | 7.114.547                       |